# Cyrkuł żółkiewski
Cyrkuł żółkiewski (niem. Zolkiewer Kreis) – jednostka administracyjna Cesarstwa Austrii w Królestwie Galicji i Lodomerii w latach 1783–1850 i 1854–1865 na ziemiach polskich zagarniętych przez Austrię podczas I rozbioru w ramach reformy administracyjnej w Galicji.

## Historia
Cyrkuł żółkiewski z siedzibą w Żółkwi na mocy patentu z 25 listopada 1783, który był korektą wprowadzonej rok wcześniej reformy administracyjnej w Galicji, zwiększającej liczby cyrkułów z sześciu do osiemnastu. Patent zaznaczał, że praktyka urzędowania i wygodniejsze położenie skłoniły rząd do zmian niektórych siedzib urzędów cyrkularnych, a co za tym idzie – granic cyrkułów. Cyrkuł żółkiewski utworzono z następujących obszarów: 
- z północnej części cyrkułu lwowskiego (z Żółkwią, Kulikowem i Kukizowem),
- z zasadniczej części znoszonego cyrkułu sokalskiego (z Sokalem, Bełzem, Krystynopolem, Magierowem, Mostami Wielkimi, Tartakowem, Uhnowem i Warężem),
- z południowej części znoszonego cyrkułu tomaszowskiego (z Cieszanowem, Lipskiem, Lubaczowem, Lubyczą, Mostami, Narolem, Niemirowem, Oleszycami, Płazowem, Potokami, Potyliczem i Rawą).

### Zniesienie cyrkułów w 1850 roku
Po wydarzeniach rewolucyjnych w latach 1848–1849, które wstrząsnęły Cesarstwem Austriackim, w 1850 roku przeprowadzono istotną reformę administracyjną mającą na celu usprawnienie zarządzania na obszarze Galicji i Lodomerii. W jej ramach cyrkuł czerniowiecki, dotychczas będący częścią Galicji, został wyodrębniony jako osobny kraj koronny. Pozostałe 19 cyrkułów zostało zniesionych i zastąpionych przez trzy okręgi rządowe: Kraków, Lwów i Stanisławów, które podzielono na 63 powiaty (niem. Bezirkshauptmannschaften). Powiaty z kolei były tworzone na podstawie nowych okręgów sądowych, od dwóch do czterech na powiat. Oznaczało to zarazem zniesienie cyrkułu żółkiewskiego, którego obszar podzielono między sześć Bezirkshauptmannschaften w składzie okręgu rządowego Lwów:
- Jaworów – z okręgów sądowych: Jaworów, Krakowiec[7] i Niemirów,
- Lubaczów – z okręgów sądowych: Lubaczów i Błażów (Płazów),
- Lwów – z okręgów sądowych: Lwów-Okolica (Lemberg-Umgebung), Winniki, Szczerzec[8] i Kulików
- Rawa – z okręgów sądowych: Rawa i Uhnów,
- Sokal – z okręgów sądowych: Sokal, Bełz i Radziechów[9],
- Żółkiew – z okręgów sądowych: Żółkiew, Mosty Wielkie i Kamionka Strumiłowa[10].

### Reaktywacja cyrkułów (1854–1865)
Cyrkuł brzeżański reaktywowano na mocy rozporządzenia z 24 kwietnia 1854, który przywrócił podział na cyrkuły w granicach sprzed reformy 1849, a które ugrupowano w dwa obszary administracyjne (niem. Verwaltungsgebiete) – Kraków i Lwów. Cyrkuł żółkiewski wszedł w skład obszaru lwowskiego.
Równocześnie, w ramach reformy uwłaszczeniowej z okresu Wiosny Ludów (1848–1849), która likwidowała jurysdykcję właściciela ziemskiego nad poddanymi, dominium galicjskie – jako podstawowa jednostka administracyjna i filar systemu feudalnego straciło rację bytu. Konieczne stało się zatem wprowadzenie nowego systemu administracyjnego, którego zręby powstały w latach 1851–1855. Utworzono wtedy 179 małych powiatów (niem. Bezirke) i ponad 6000 gmin (niem. Gemeinde). Cyrkuł żółkiewski podzielono na dziesięć małych Bezirków, podzielonych na 283 gminy:
| Bezirk        | Powierzchnia | Powierzchnia | Ludność | Ludność | Liczba gmin |
| Bezirk        | Mil²         | Km²          | Ogółem  | Os./km² | Liczba gmin |
| ------------- | ------------ | ------------ | ------- | ------- | ----------- |
| Bełz          | 7,1          | 408,43       | 22.591  | 55,33   | 43          |
| Cieszanów     | 8,1          | 465,96       | 24.838  | 53,33   | 31          |
| Kulików       | 6,0          | 345,30       | 18.780  | 54,37   | 30          |
| Lubaczów      | 9,5          | 546,72       | 29.162  | 53,33   | 24          |
| Mosty Wielkie | 11,5         | 661,83       | 21.300  | 32,19   | 24          |
| Niemirów      | 6,0          | 345,30       | 22.247  | 64,44   | 19          |
| Rawa          | 7,8          | 449,09       | 27.035  | 60,17   | 20          |
| Sokal         | 10,5         | 603,38       | 24.970  | 41,38   | 37          |
| Uhnów         | 8,4          | 483,42       | 21.566  | 44,61   | 28          |
| Żółkiew       | 6,7          | 385,59       | 25.424  | 65,94   | 27          |
| RAZEM         | 81,6         | 4695,02      | 237.913 | 50,69   | 283         |
| ŚREDNIA       | 8,16         | 469,50       | 23.791  | 50,69   | 28,3        |

Cyrkuł żółkiewski przetrwał do 1865 roku. Po nadaniu Galicji autonomii oraz powołaniu samorządu gminnego i powiatowego w 1865 zlikwidowano cyrkuły (Kreise), a dotychczasowe małe powiaty (Bezirke) w liczbie 179, zostały w ramach kolejnej reformy administracyjnej (23 stycznia 1867) zastąpiono przez 74 większych powiatów